# Хемпхилл (Техас)
Хемпхилл (англ. Hemphill) — город в США, расположенный на востоке штата Техас, административный центр округа Сабин. По данным переписи за 2010 год число жителей составляло 1198 человек, по оценке Бюро переписи США в 2018 году в городе проживало 1333 человека.

## История
В 1858 году жители округа Сабин проголосовали за перенос административного центра из Майлама в центр округа. Новый город был основан в 1859 году и назван в честь политика и судьи Джона Хемпхилла. В июле 1859 года было открыто почтовое отделение Хемпхилла. К 1884 году в городе работало две церкви, школа, хлопкоочистительная машина, мельница и газета. Несмотря на центральное положение в округе, город страдал от отсутствия крупных транспортных магистралей. В 1800-х годах главным торговым маршрутом в городе была река Сабин, в начале XX века на юго-запад округа пришла железная дорога Gulf, Beaumont and Great Northern Railway. В 1912 году была построена ветка до Хемпхилла Lufkin, Hemphill and Gulf Railway.

### Убийство Лойала Гарнера-младшего
В ночь с 24 на 25 декабря 1987 года полиция города арестовала за езду в пьяном виде афро-американского водителя-дальнобойщика и отца шестерых детей Лойала Гарнера из Флориена, штат Луизиана. Наутро Гарнер был найден в своей камере в коме, его перевезли в местный госпиталь, а затем в госпиталь в городе Тайлер, где он скончался после нейрохирургической операции. Официальные лица заподозрили неладное после того, как вскрытие показало, что Гарнера избивали и отказались вернуть тело в Хемпхилл до окончания расследования.
Судебный процесс над белыми шефом полиции Томасом Ладнером и двумя представителями шерифа завершился их оправданием. Семья Гарнеров подала в суд на официальные лица города. Иск был урегулирован до суда, сумма выплат семье раскрыта не была. После оправдательных приговоров чернокожее население города вышло на протесты, в результате которых в Хемпхилле заработало отделение Национальной ассоциации содействия прогрессу цветного населения. В 1990 году Ладнер и его заместитель были признаны виновными судом Тайлера и получили длительные тюремные сроки. Ситуация получила широкую огласку, оба дела освещались федеральными СМИ

### Катастрофа шаттла «Колумбия»
В феврале 2003 года после разрушения над территорией Техаса шаттла «Колумбия», регион стал одним из основных мест поиска фрагментов. Поисковые группы смогли найти осколки корабля и останки членов экипажа, а также бортовой самописец Orbiter Experiment Support System (OEX) около Хемпхилла.
В Хемпхилле был построен мемориал памяти погибшим астронавтам. На восьмую годовщину катастрофы в городе был открыт музей памяти экипажа «Колумбии» имени Патрисии Хаффман Смит. Музей был назван в честь жены филантропа Ала Смита, выделившего деньги на постройку музея, которым управляет НАСА. В музее представлены экспонаты и документы, предоставленные очевидцами, людьми, участвовавшими в поисковых работах и НАСА.

## География
Хемпхилл находится в центральной части округа, его координаты: 31°20′36″ с. ш. 93°51′07″ з. д..
Согласно данным бюро переписи США, площадь города составляет около 6,6 км2, практически полностью занятых сушей.

### Климат
Согласно классификации климатов Кёппена, в Хемпхилл преобладает влажный субтропический климат (Cfa).
| Показатель                    | Янв.  | Фев.  | Март  | Апр.  | Май   | Июнь  | Июль  | Авг. | Сен. | Окт.  | Нояб. | Дек.  | Год    |
| ----------------------------- | ----- | ----- | ----- | ----- | ----- | ----- | ----- | ---- | ---- | ----- | ----- | ----- | ------ |
| Абсолютный максимум, °C       | 27,8  | 28,3  | 33,3  | 32,2  | 34,4  | 37,2  | 39,4  | 40   | 36,7 | 34,4  | 31,1  | 26,7  | 40     |
| Средний суточный максимум, °C | 16,8  | 18,7  | 23,2  | 25,6  | 29,4  | 32,9  | 34    | 33,3 | 31   | 27    | 19,7  | 16,6  | 25,8   |
| Средняя температура, °C       | 8,8   | 9,7   | 14,1  | 18,6  | 22,1  | 25,7  | 27,2  | 26,8 | 24,2 | 19,2  | 13,2  | 10,3  | 18,3   |
| Средний суточный минимум, °C  | 2,7   | 3,5   | 7,4   | 10,6  | 14,8  | 18,5  | 19,7  | 19,2 | 17,2 | 11,5  | 5,3   | 2,2   | 11,1   |
| Абсолютный минимум, °C        | −13,3 | −9,4  | −7,2  | −3,9  | 4,4   | 8,3   | 10,6  | 12,2 | 1,1  | 1,1   | −6,7  | −10,6 | −13,3  |
| Норма осадков, мм             | 134,6 | 111,8 | 116,8 | 101,6 | 121,9 | 137,2 | 101,6 | 73,7 | 78,7 | 137,2 | 139,7 | 129,5 | 1386,8 |
| Источник: weatherbase.com     |       |       |       |       |       |       |       |      |      |       |       |       |        |

## Население
Согласно переписи населения 2010 года в городе проживало 1198 человек, было 451 домохозяйство и 296 семей. Расовый состав города: 82,6 % — белые, 10,9 % — афроамериканцы, 0,4 % — коренные жители США, 0,7 % — азиаты, 0 % — жители Гавайев или Океании, 2,3 % — другие расы, 3,1 % — две и более расы. Число испаноязычных жителей любых рас составило 7,2 %.
Из 451 домохозяйства, в 33,3 % живут дети младше 18 лет. 42,8 % домохозяйств представляли собой совместно проживающие супружеские пары (15,3 % с детьми младше 18 лет), в 17,1 % домохозяйств женщины проживали без мужей, в 5,8 % домохозяйств мужчины проживали без жён, 34,4 % домохозяйств не являлись семьями. В 29,7 % домохозяйств проживал только один человек, 14,9 % составляли одинокие пожилые люди (старше 65 лет). Средний размер домохозяйства составлял 2,49 человека. Средний размер семьи — 3,15 человека.
Население города по возрастному диапазону распределилось следующим образом: 28,3 % — жители младше 20 лет, 17,7 % находятся в возрасте от 20 до 39, 31 % — от 40 до 64, 23,3 % — 65 лет и старше. Средний возраст составляет 42,2 года.
Согласно данным пятилетнего опроса 2018 года, медианный доход домохозяйства в Хемпхилле составляет 27 610 долларов США в год, медианный доход семьи — 27 725 долларов. Доход на душу населения в городе составляет 14 528 долларов. Около 29,2 % семей и 37,3 % населения находятся за чертой бедности. В том числе 43,8 % в возрасте до 18 лет и 24,9 % старше 65 лет.

## Местное управление
Управление городом осуществляется мэром и городским советом, состоящим из 5 человек. Городской совет выбирает из своего состава заместителя мэра.
Другими важными должностями, на которые происходит наём сотрудников, являются:
- Сити-менеджер
- Городской секретарь
- Шеф полиции

## Инфраструктура и транспорт
Основными автомагистралями, проходящими через Хемпхилл, являются:
- автомагистраль 87 штата Техас идёт с северо-запада от Сентера на юго-восток к Ньютону.
- автомагистраль 184 штата Техас начинается в Хемпхилле и идёт на запад к пересечению с автомагистралью 96 США в Бронсоне.

Ближайшим аэропортом, выполняющим коммерческие рейсы, является региональный аэропорт Шривпорта в Луизиане. Аэропорт находится примерно в 155 километрах к северо-западу от Хемпхилла.

## Образование
Город обслуживается консолидированным независимым школьным округом Хемпхилл.

## Экономика
Согласно финансовому отчёту города за 2016—2017 финансовый год, Хемпхилл владел активами на $6,19 млн, долговые обязательства города составляли $1,54 млн. Доходы города составили $4,52 млн, расходы города — $4,96 млн.